# Fræslet
Fræslet (også Freslet eller Fredslet) betegnede i middelalderen landet syd for Dannevirke og Slien i det sydlige Jylland. Fræslet omfatter geografisk herrederne Hytten og Krop. Området blev betragtet som dansk krongods og stod uden for sysselinddelingen.
Fræslet med Egernførde er nævnt i Kong Valdemars Jordebog fra 1231 som Fræzlæt cum ykærnæburgh. Området var krongods. Området skulle yde 100 mark rent sølv. Det tilføjes, at "Kongen har mellem Slæ og Eyder 420 gårde"